# Prywatne niebo
Prywatne niebo – polska komedia o perypetiach bohatera, który z dnia na dzień staje się bogaty. Mając pieniądze, zaczyna żyć w luksusie, lecz ciągle mu czegoś brakuje.